# Markowo (obwód Płowdiw)
Markowo (bułg. Марково) – wieś w południowej Bułgarii, w obwodzie Płowdiw, w gminie Rodopi.

## Geografia
Markowo jest położone 5 km na południe od Płowdiwu. Występują tutaj liczne winnice.

## Sport
Działa tutaj klub piłkarski Sokoł Markowo.

## Urodzeni w Markowie
- Sławczo Chorozow - piłkarz
- Iwan Chadżijski - muzyk